# Осы (племя)

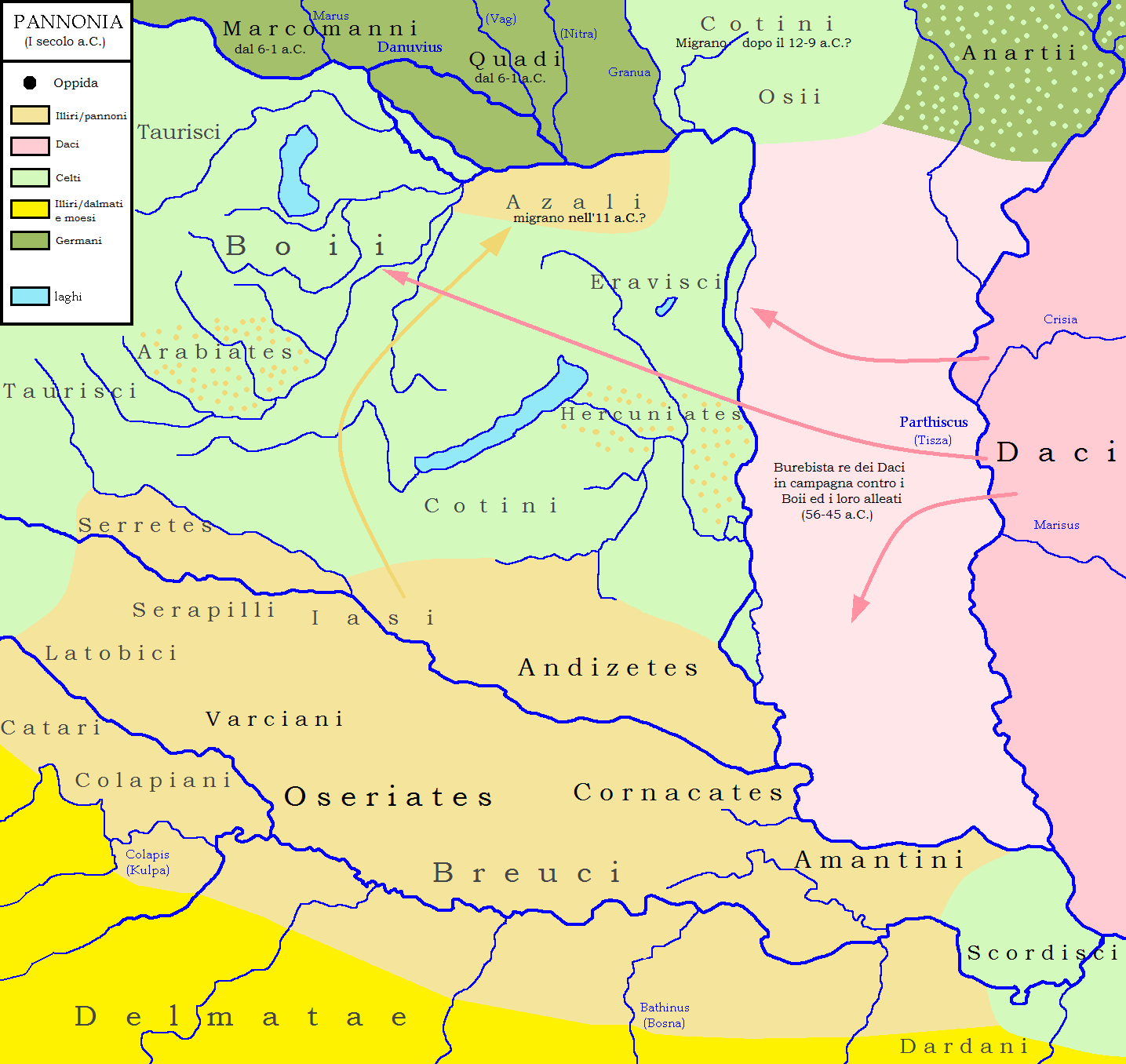
Древние племена около I века н. э.; Осии располагаются в верхней части карты

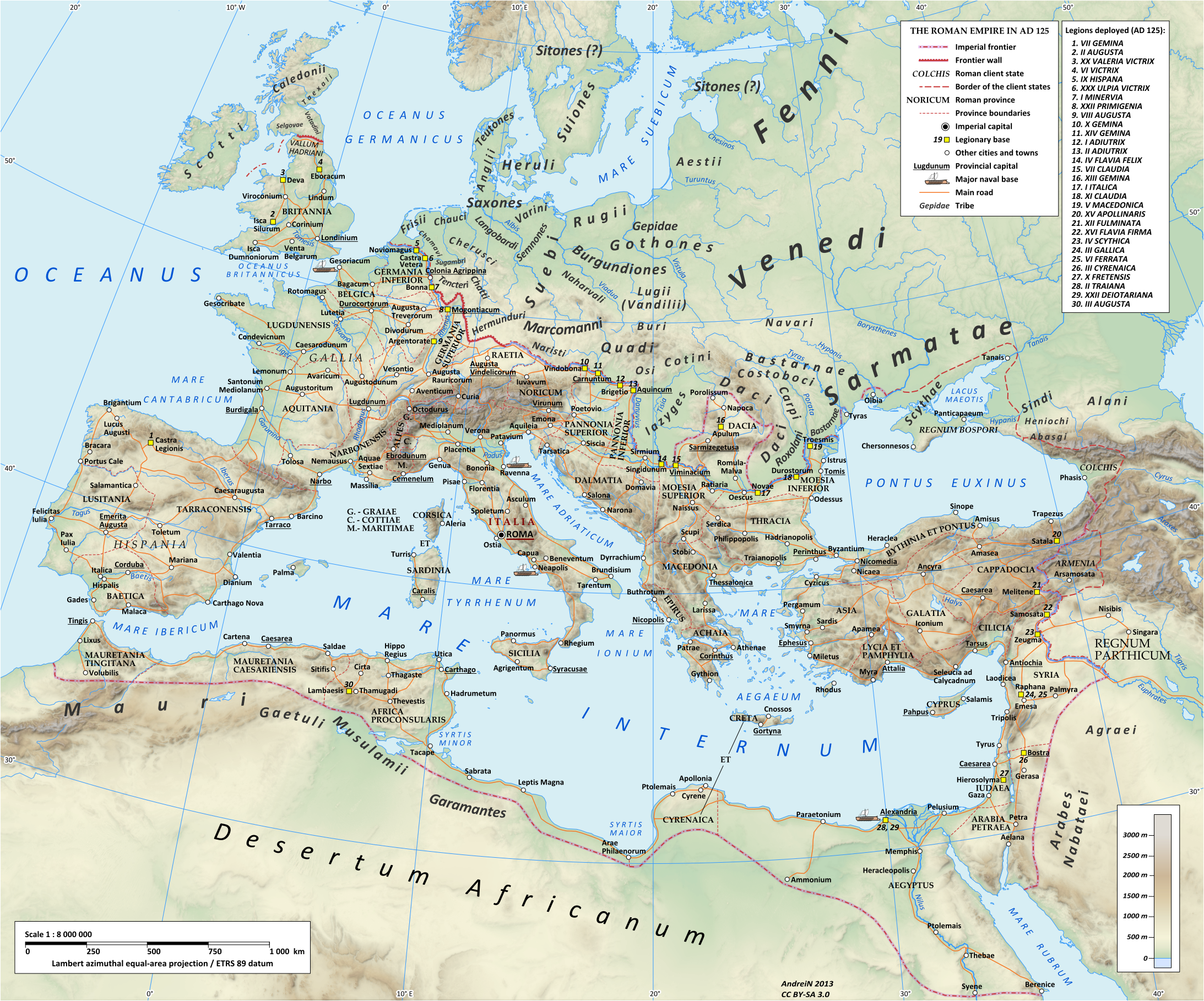
Римская империя ок. 125 года н. э.; Осии расположены к Югу от Татр

Осы или Осии — древнее племя, обитавшее за землями квадов, в лесной и горной стране. Но их национальные обычаи, как и их язык, указывают на то, что они происходят из группы паннонских племен иллирийцев. Также, известно, что осии были данниками квадов и сарматов. Точные районы, в которых они проживали, не могут быть определены однозначно, так как не ясно, мигрировали ли они в земли франкии из Паннонии, или же они являлись представителями паннонских племен, населявших эту округу издревле.
Тацит упоминает осией в его работе «Германия»:

28. … Но арависки ли переселились в Паннонию, отколовшись от германской народности осов, или осы в Германию, отколовшись от арависков, при том что язык, учреждения, нравы у них и посейчас тождественны, неизвестно, так как между обоими берегами, при повсеместной в то время бедности и свободе, не было различия ни в лучшую, ни в худшую сторону.

43. Сзади марсигны, котины, осы и буры замыкают тыл маркоманов и квадов. Из них марсигны и буры языком и одеждой напоминают свебов. Галльский язык котинов и паннонский осов обличает не-германское их происхождение, а равно и то, что они соглашаются платить дань.
Оригинальный текст (лат.)Retro Marsigni, Cotini, Osi, Buri terga Marcomanorum Quadorumque claudunt. E quibus Marsigni et Buri sermone cultuque Suebos referunt: Cotinos Gallica, Osos Pannonica lingua coarguit non esse Germanos, et quod tributa patiuntur.

Этническая принадлежность осиев является предметом споров: одни исследователи утверждают, что они были германцами, другие считают их кельтами, а третьи — даками. Но, скорее всего, их обычаи, нравы, язык и этническая принадлежность являлись смесью двух из них или сразу всех трех, как зачастую бывало в смежных областях Центральной Европы и на Балканах.